# Села (Бјела)
Села је насеље у Италији у округу Бијела, региону Пијемонт.
Према процени из 2011. у насељу је живело 170 становника. Насеље се налази на надморској висини од 707 м.